# World Music Award 1996
I World Music Award 1996 (8ª edizione) si sono tenuti nel Principato di Monaco l'8 maggio 1996 e sono stati presentati dall'attore Jean-Claude Van Damme e dalla cantante Natalie Cole. La serata si ricorda principalmente per il record infranto da Michael Jackson entrato nella storia come il primo artista nella storia dei World Music Award ad aver ricevuto 5 premi in una sola serata, l'artista si esibì anche in una performance live esclusiva del suo successo di allora, Earth Song.

## Esibizioni
Alcune delle performance dal vivo della serata:
- Ace of Base in Beautiful Life;
- Céline Dion in Because You Loved Me;
- Diana Ross in un medley comprendente tra le altre Stop! In The Name of Love, You Keep Me Hangin On, You Can't Hurry Love, I'll Be There, Ain't No Mountain High Enough, I Will Survive.[3];
- Los del Rìo in Macarena[4];
- Michael Jackson in Earth Song[5];
- Seal in Kiss From a Rose;
- Shania Twain in (If You're Not in It for Love) I'm Outta Here!;

## Premiati

### Premi 1996
- World’s Best selling Male Artist: Michael Jackson
- World’s Best selling Female Artist: Mariah Carey
- World's Best Selling Male R&B Artist: Michael Jackson
- World's Best Selling Female R&B Artist: Mariah Carey
- World’s Best Selling Female Pop Artist: Mariah Carey
- World's Best Selling Male Country Artist: Garth Brooks
- World's Best Selling Female Country Artist: Shania Twain

### Premi speciali
- World Music Legend Award for Outstanding Contribution To The Music Industry: Diana Ross
- World's Best Selling Artist Ever: Michael Jackson
- World's Best Selling Record of All Time: Thriller, Michael Jackson

### Premi regionali
- World's Best Selling American Male Artist: Michael Jackson
- World's Best Selling American Female Artist: Mariah Carey
- World’s Best Selling Canadian Artist: Céline Dion
- World's Best Selling Australian Artist: Tina Arena
- World’s Best Selling Scandinavian Artist: Ace of Base
- World's Best Selling Benelux Artist: André Rieu
- World's Best Selling Chinese Artist: Jacky Cheung
- World's Best Selling Swiss Artist: DJ BoBo